# Кэнуэлл
Кэнуэлл (или Кенвелл) (англ. Canwell) — средневековое бенедиктинское приорство в Англии, в графстве Стаффордшир, приблизительно в 6 милях к юго-востоку от Личфилда . Основано между 1131 и 1148 Гевой (Geva), незаконной дочерью Хью I, графа Честерского, и вдовой Джеффри Ридла (погиб в 1120), ради спасения души её самой, её предков и родственников. Посвящено Св. Эгидию (Giles) , или, по другим источникам, Св. Марии, Св. Эгидию и всем Святым . Монастырь до 1390 находился под покровительством рода Бассет (Bassett); затем рода Бошан (Beauchemps), графов Уорвикских; и, наконец, до конца своего существования, рода Лиль (Lisle) .
Приорству принадлежали земельные владения в Стаффордшире, Уорвикшире и Лестершире, а также доходы от нескольких церквей. Тем не менее, оно относилось к числу очень бедных. Его годовой доход в 1453 составлял 21 фунт 4 шиллинга 8 пенсов, а на момент ликвидации в 1526 его духовная собственность была оценена в 10 фунтов, а мирская в 15 фунтов 10 шиллингов 3 пенса.
История монастыря известна плохо. Количество монахов в нем всегда было незначительным. Так, в 1377 насчитывалось 4 человека (включая настоятеля), в 1407 — 3, в 1453 — всего два, а в 1456 в нем на некоторое время вообще не осталось монахов. Частые отречения приоров дают основание предполагать, что здесь сложилась традиция занимать этот пост по очереди.
Приорство было с согласия римского папы ликвидировано в 1525 кардиналом Уолси с целью передачи его собственности основанному им в Оксфорде колледжу. Проживавшие в нем два монаха были отправлены в другие монастыри.
В 1526 приорство описывается как состоящее из церкви 25 х 7 м, капеллы в честь Богородицы 13 х 4 м, двухэтажного дома 21 х 4 м с тремя комнатами на каждом этаже, двухэтажной хозяйственной постройки 12 х 7 м, амбара 34 х 8 м, конюшни с тремя отделениями 10 х 3 м, кухни, галереи и голубятни. Большинство сооружений находилось в плохом состоянии .
Руины приорства сохранялись до середины XVIII в., когда были использованы для сооружения новых конюшен местной дворянской усадьбы .
Источник рядом с приорством в более поздние времена был известен как родник Св. Модуэна (Modwen), и считался целебным .

## Приоры Кэнуэлла
- Уильям, упом. 1148.
- Денис, упом. ок. 1150.
- Хью, упом. ок. 1184.
- Х., упом. 1209 и между 1200 и 1216.
- Хью, упом. 1247 — 8.
- Томас, упом. ок. 1289 и в 1295.
- Уолтер, упом. 1315.
- Генри de Roulegh, ум. к апрелю 1355.
- Джон de Kyngeston, избран 1355, упом. до 1369.
- Джон Molton, упом. 1386, отрёкся 1400.
- Роберт de Atterton, назначен епископом с согласия монахов 1400.
- Джон Molton, отрёкся 1407.
- Роберт de Atterton, избран и представлен патрону 1407, упом. 1423.
- Томас, упом. 1425.
- Роберт de Atterton, упом. 1426, отрёкся 1433.
- Генри Sadeler или Assheburn, избран 1433, отрёкся 1443.
- Джон Bredon, избран 1443, отрёкся 1447.
- Генри Sadeler или Assheburn, назначен 1447, умер 1456.
- Джон Rakkis, назначен 1456, умер 1468.
- Джон Tyttewell, назначен 1468, отрёкся 1469 или янв. 1470.
- Хью Lempster, назначен 1470, отрёкся 1503.
- Роберт Bentley, назначен 1503, умер 1511.
- Джон Muchelney, назначен 1511, отрёкся к февралю 1516.
- Джон Alston, назначен 1516.
- Уильям Becham, упом. 1517, сдал приорство 1524 или 1525 .